# Zima
Zima,  in Russo "Inverno", è una cittadina della Siberia sudorientale (Oblast' di Irkutsk), situata 251 km a nordovest del capoluogo Irkutsk, lungo il fiume Oka, nei pressi della confluenza in esso del piccolo fiume omonimo; è il capoluogo amministrativo del distretto omonimo.
Fondata nel 1743 con il nome di Staraja Zima = vecchio inverno; nel 1898 il piccolo insediamento venne raggiunto dalla ferrovia Transiberiana e vi fu costruita una stazione ferroviaria. Nel 1915 iniziò lo sfruttamento del legno proveniente dalle vaste foreste circostanti, mentre nel 1922 venne concesso lo status di città.
L'economia è al giorno d'oggi prevalentemente industriale; sono presenti stabilimenti di prodotti forestali, oltre che una fabbrica di materiale ferroviario.
È la città natale del poeta e romanziere Evgenij Aleksandrovič Evtušenko, a cui lui stesso dedicò il poema "La stazione di Zima".
Ed è anche la città citata nella canzone "La stazione di Zima" di Roberto Vecchioni, contenuta nell'album "El bandolero stanco" del 1997 ed ispirata dal poema di Evtušenko.

## Popolazione
Fonte: mojgorod.ru
| 1939   | 1959   | 1970   | 1979   | 1989   | 2002   | 2007   |
| ------ | ------ | ------ | ------ | ------ | ------ | ------ |
| 26 800 | 38 500 | 41 600 | 48 100 | 41 814 | 34 899 | 34 000 |